# Museo del Cobre
La creación del Museo del Cobre de Cerro Muriano (Córdoba, España) fue aprobada mediante Resolución de la Dirección General de Instituciones del Patrimonio Histórico de la Junta de Andalucía, ordenando su anotación preventiva en el Registro de Museos de Andalucía el 9 de julio de 2002. Así, el 21 de febrero de 2003 se publica en Boletín Oficial de la Junta de Andalucía (Resolución de 9 de enero de 2003) la relación de museos inscritos y anotados preventivamente en el citado Registro, figurando en ella este museo, bajo la denominación de Museo de Arqueometalurgia de Cerro Muriano (Obejo).
No sería hasta un año después (BOJA 51, 15 de marzo de 2004), cuando el Museo del Cobre de Cerro Muriano se concretase como una realidad museística, por medio de la Orden de 16 de febrero de 2004 que autorizó la creación del museo, bajo esta nueva denominación, así como su inscripción definitiva en el Registro de Museos de Andalucía.
En la actualidad, y tras cuatro años de andadura, el Museo del Cobre  -bajo la dirección de Fernando Penco Valenzuela- se ha convertido en un referente de la actividad museística y de gestión patrimonial de la provincia de Córdoba. Entre los últimos proyectos emprendidos desde el museo, se halla la tramitación de la declaración de La Zona Minera de Cerro Muriano como Bien de Interés Cultural con la figura de Sitio Histórico.

## El edificio
El Museo del Cobre está erigido en la barriada de Cerro Muriano, en la zona de la misma inscrita en el término municipal de Obejo (parte de la misma barriada pertenece al municipio de Córdoba).
El edificio, una antigua Casa Cuartel de la Guardia Civil, ya aparece en el Plano de población de las minas de Cerro Muriano del Instituto Geográfico y Estadístico de la Provincia de Córdoba, fechado en Madrid el 3 de diciembre de 1918. Se sometió a un importante proceso de restauración y adaptación para su nueva funcionalidad museística y expositiva.
Es de forma rectangular de 17,15 m de fachada y 9,05 m de fondo, y cuenta con dos plantas de altura: una planta baja a nivel de calle y otra, en semisótano con fachada a la parte posterior del solar.

## La exposición
El Museo del Cobre consta de tres salas expositivas, así como diversas dependencias de administración y servicios.
- Sala I: En ella pueden verse algunos de los materiales sometidos a análisis de metalografía y minerales de la zona.

- Sala II: está dedicada a la Protohistoria, en ella se exponen los objetos más antiguos del Museo.

- Sala III: dedicada al mundo romano, se encuentran buena parte de los materiales recuperados durante las excavaciones llevadas a cabo en el Cerro de la Coja, donde se descubrió, en su vertiente sur, restos de un balneum probablemente público, cuyo abandono debió producirse bajo el mandato de Tiberio.

En los exteriores del Museo, se ubica una restitución del horno romano republicano excavado en el yacimiento de Los Pinares (Cerro Muriano) durante los trabajos de I.A.U. llevados a cabo en la variante de la Nacional 432 a su entrada a la población.

## Lugar y horario
Cómo llegar: partiendo desde Córdoba por la carretera nacional N-432, se continua por esta vía durante 12,8 km. hasta la salida 266.
Tras pasar un tramo de enlace de 500 m., incorporación a la carretera comarcal C-3100/CV-45 y continuar por esta vía durante 2 km. hasta la llegada a una glorieta. En dicha glorieta, que divide la N-432a, tomar la tercera salida y, a partir de aquí, seguir los carteles que indican la dirección del Museo, en calle Acera del Cuartel Viejo, s/n.